# 千年站
千年站（日语：／ Chitose eki */?）是位於青森縣弘前市松原西三丁目3番8號，弘南鐵道的大鰐線車站。車站編號為KW 05。
雖然車站名稱源自合併入弘前市前的千年村，大鰐線的路軌及月台亦座落於千年一丁目內，但是唯獨站房卻是落在松原西三丁目的最西端角，因此車站地址歸松原西。
另外，車站的振假名寫法為，與JR北海道的千歲站及JR東日本的千歲站相同，但其英文拼法，最初乃採用訓令式羅馬字標示，即採用「Titose」的寫法，2020年因應增加車站編號及為方便外國人觀光識別而改革英文站名，並以平文式羅馬字標示為「Chitose」，又即與千歲站現時的英文拼法相同。

## 車站構造

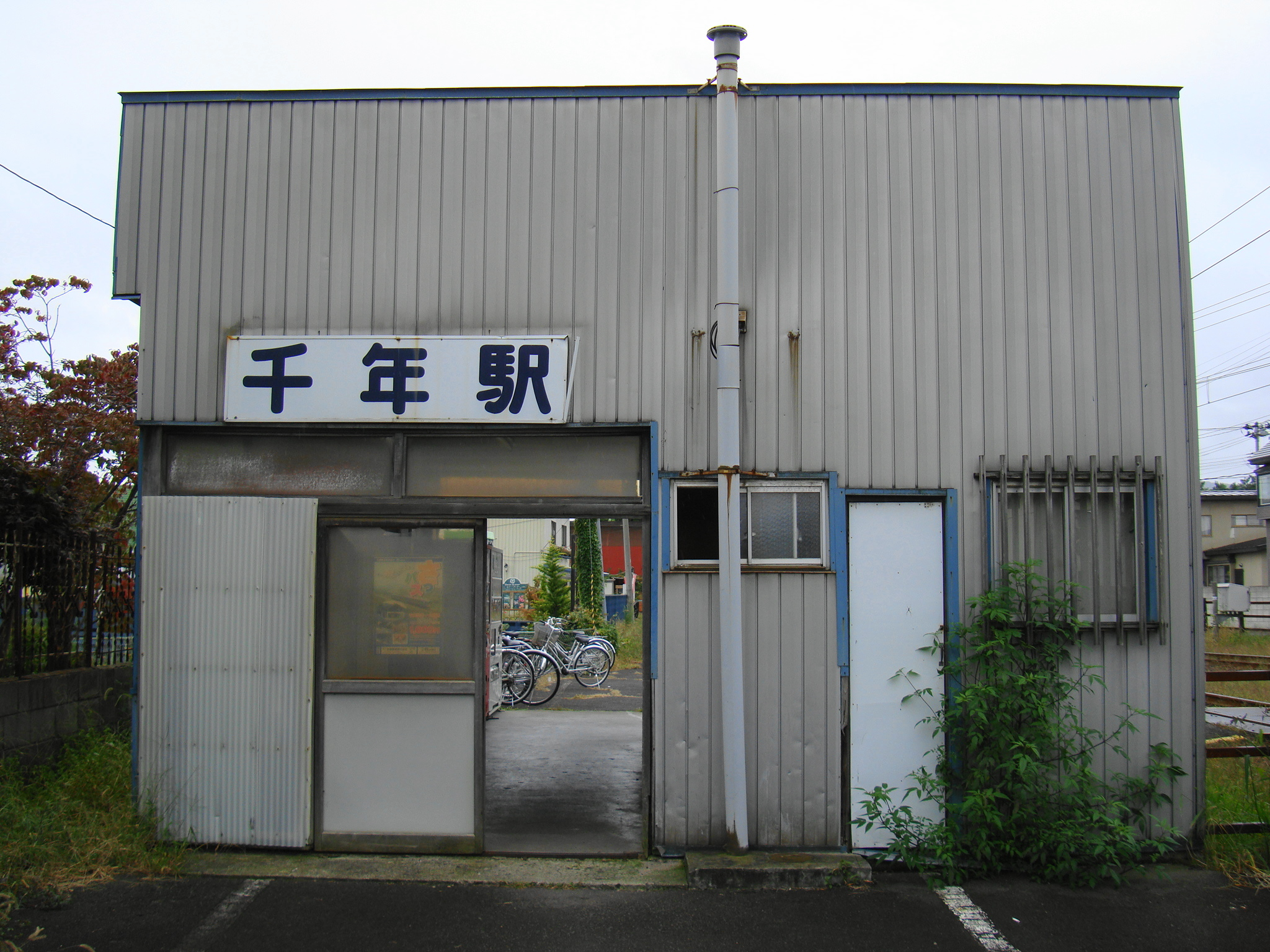
站房另一端的出入口

建有典型大鰐線簡易站房1座，但採用了半開放式的設計，站房前、後皆設有出入口，後端附有趟門，前端為開放式設計，原站務室、售票窗口暨開放式驗票口設於站房中間，通過閘口後，再橫過往大鰐方向路軌的平交道進入月台。
站務室後端原設有洗手間，無人化後，洗手間也暫停使用。

### 月台

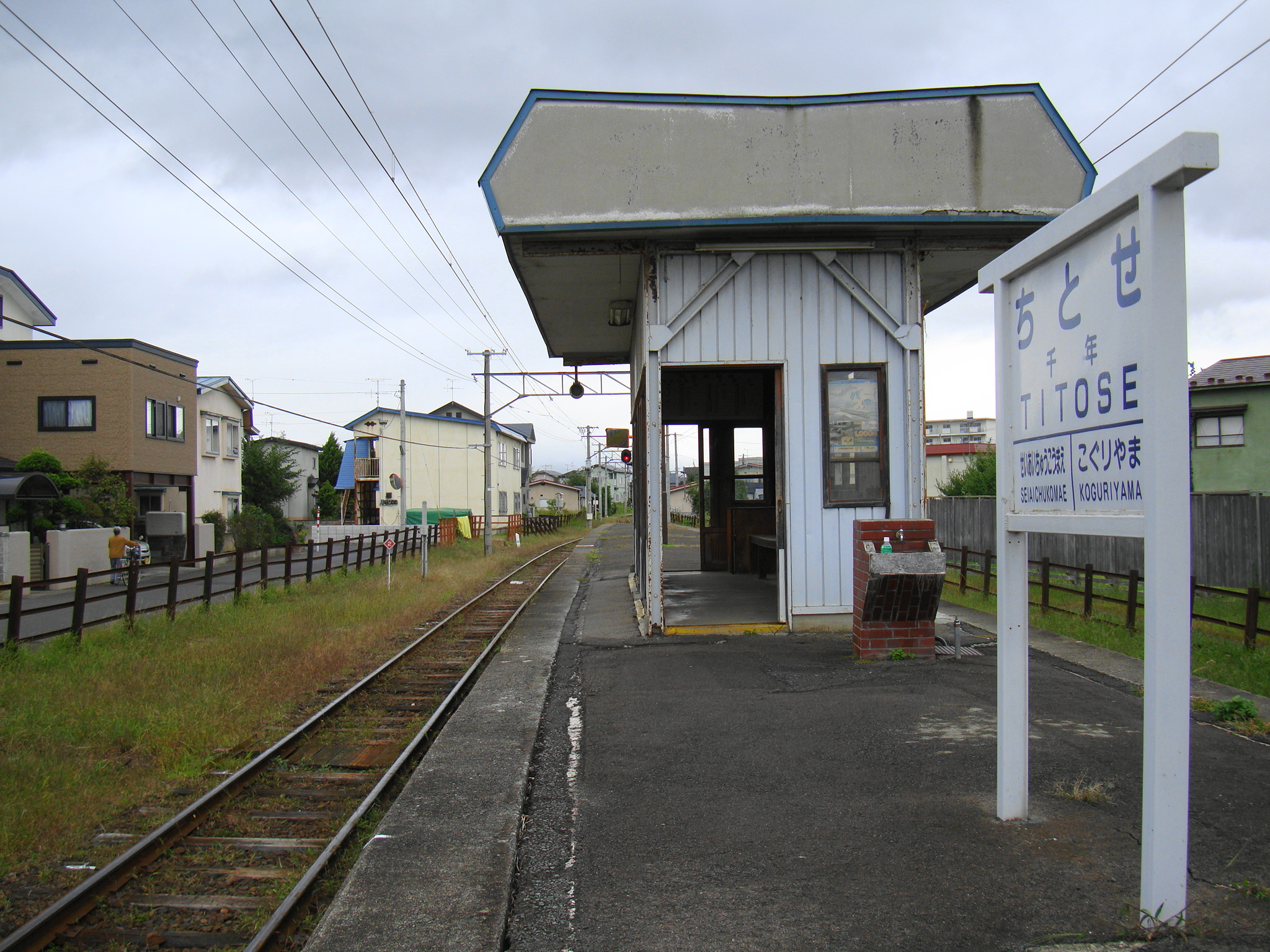
月台（2010年9月），站牌仍然採用了訓令式羅馬字「Titose」的寫法。

設有1面2線的島式月台。月台中央建有一座單層木建、有着巨大屋頂的候車室。列車進站方式則採用一般島式月台左側進站的形式，與津輕大澤站和石川站的右側進站不同。兩端的轉轍器均採用「Ｙ」形式。
現行時間表下，平日08:10會出現列車交會。但由於往大鰐方向的班次在土休祝日停開，所以列車交會並不會在這些日子上出現。
| 月台 | 路線   | 方向         |
| ---- | ------ | ------------ |
| 1    | 大鰐線 | 大鰐方向     |
| 2    | 大鰐線 | 中央弘前方向 |

## 歷史
- 1952年1月26日：弘前電氣鐵道（日语：弘前電気鉄道）車站啟用，當時車站名為津輕千年站。
- 1970年10月1日：弘前電氣鐵道轉讓至弘南鐵道，成為弘南鐵道大鰐線車站。
- 1975年12月15日：改為業務委託車站。
- 1986年4月1日：車站改名為千年站。
- 2007年：改為全日無人車站。
- 2020年10月10日：加入車站編號[1][2][3]。

## 利用狀況
| 1日上落車人次 | 1日上落車人次 |
| 年度          | 1日平均人次   |
| ------------- | ------------- |
| 2011年        | 222           |
| 2012年        | 217           |
| 2013年        | 203           |
| 2014年        | 175           |
| 2015年        | 144           |
| 2016年        | 161           |
| 2017年        | 179           |
| 2018年        | 83            |
| 2019年        | 75            |
| 2020年        | 120           |
| 2021年        | 109           |
| 2022年        | 57            |

## 相鄰車站
弘南鐵道
大鰐線
小栗山（KW 06）－千年（KW 05）－聖愛初中·高中前（KW 04）

## 外部連結
- 千年站（日語） （各站資訊） - 弘南鐵道